# Wolfgang Schier
Wolfgang Schier (* 22. Februar 1918 in Kassel; † 22. Dezember 2005 in München) war ein deutscher Jurist.

## Leben
Schier promovierte 1950 an der Juristischen Fakultät der Universität München über die Theologie Emil Brunners. 1951 wurde er Landgerichtsrat am Landgericht München I, 1956 wechselte er als Oberregierungsrat in das Bayerische Staatsministerium der Justiz. 1960 wurde er dort Regierungsdirektor. Nach einer einjährigen Tätigkeit als Richter am Bayerischen Obersten Landesgericht wurde Schier 1962 Ministerialrat und 1969 Ministerialdirigent am Bayerischen Justizministerium.
Vom 1. August 1977 bis 28. Februar 1983 war er Präsident des Bayerischen Obersten Landesgerichts und zugleich Vizepräsident des Bayerischen Verfassungsgerichtshofs.

## Ehrungen
- 1987: Großes Verdienstkreuz der Bundesrepublik Deutschland
- Bayerischer Verdienstorden
- Eisernes Kreuz I. Klasse